# CytoSport
CytoSport est une marque de compléments alimentaires destinés aux sportifs fondée en 1998 par Greg Pickett et son fils Mike et basée à Benicia en Californie.

## Histoire

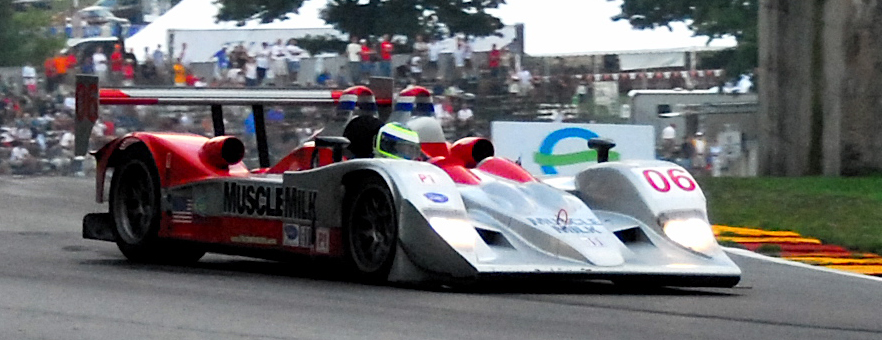
La Lola B06/10-AER 2007

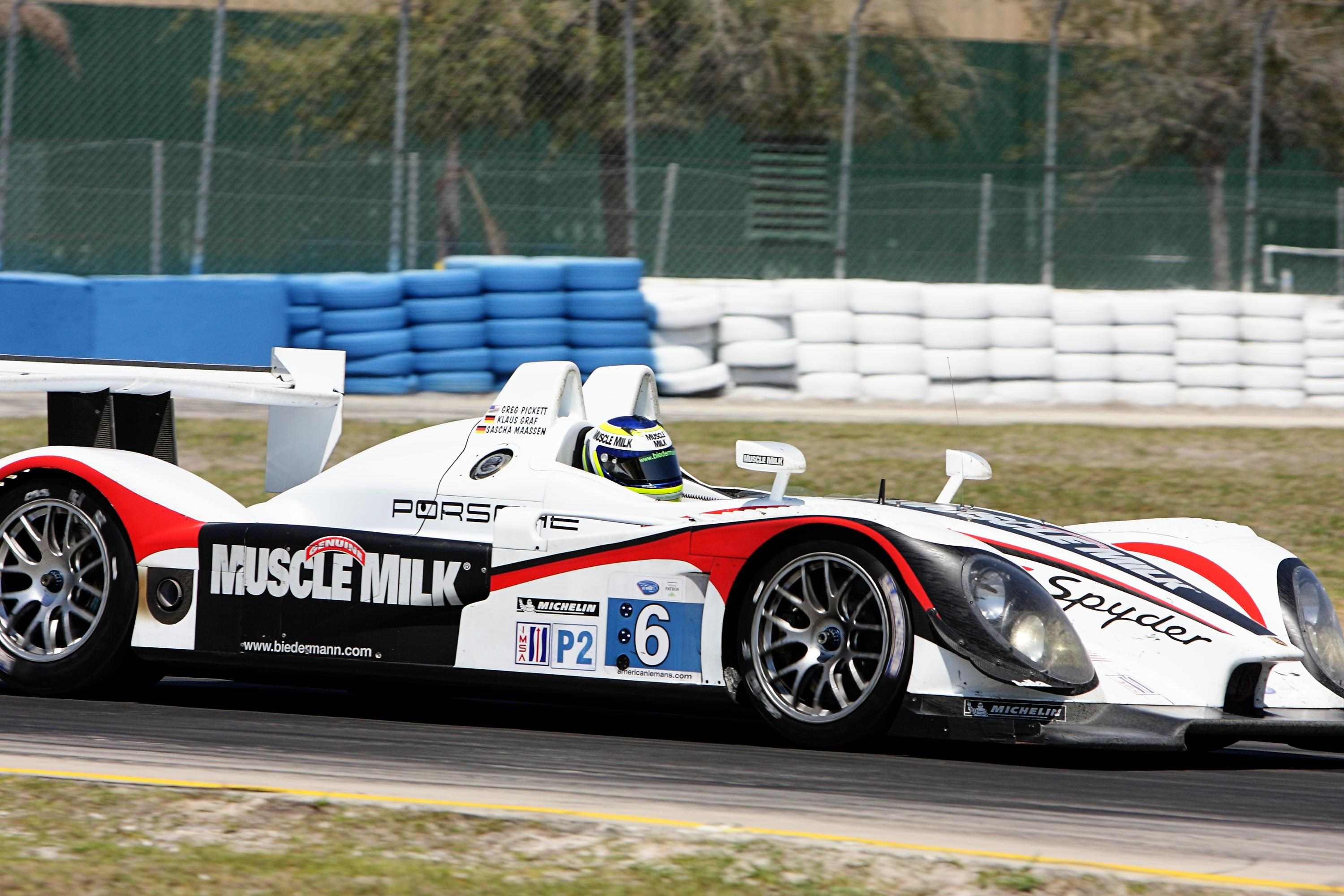
La Porsche RS Spyder 2010

## Écurie Muscle Milk Team Cytosport
Depuis 2007, Greg Pickett accompagné de Klaus Graf participe aux American Le Mans Series avec une écurie sponsorisée par la marque.
Après une victoire aux 12 Heures de Sebring dans la catégorie LMP2 en 2010 et une deuxième place derrière le Highcroft Racing avec une Porsche RS Spyder, l'écurie engage en 2011 une Lola-Aston Martin B09/60.
L'écurie compte trois victoires générales à Lime Rock et Mosport en 2010 puis à Long Beach en 2011.
En 2010, un accident lors d'essais avant la course de Mid-Ohio met fin à la carrière de Greg Pickett.
L'écurie remporte son premier titre lors des American Le Mans Series 2012 (victoire à Lime Rock notamment) avec les pilotes Klaus Graf et Lucas Luhr.
Début juillet 2014, Greg Pickett annonce la fin du partenariat avec Muscle Milk, le sponsor titre de l'écurie. En effet Muscle Milk est vendu au groupe Hormel Foods pour 450 millions de dollars. L'avenir de l’écurie est donc plus que jamais menacée.